# Vonnas
Vonnas è un comune francese di 3 216 abitanti situato nel dipartimento dell'Ain della regione dell'Alvernia-Rodano-Alpi.

## Storia

### Simboli
Lo stemma comunale è stato adottato il 24 luglio 1986.

## Società

### Evoluzione demografica
Abitanti censiti